# Okemah
Okemah è una città degli Stati Uniti, situata nello Stato dell'Oklahoma, nella Contea di Okfuskee, della quale è il capoluogo.
È la città natale della leggenda della musica folk Woody Guthrie.